# 阿拉贡正义官

阿拉贡正义官的象征

阿拉贡正义官（西班牙语：Justicia de Aragón；阿拉贡语：Chusticia d'Aragón；加泰罗尼亚语：Justícia d'Aragó，意为“阿拉贡的正义”）是阿拉贡王国历史上最重要的公职之一，最早可追溯至12世纪，持续至1711年，后于1982年重新设立。
作为阿拉贡王国内仅次于王权的最高职位，正义官的核心职责是确保《福埃罗斯法典》（Fueros，地方权利法典）与王国习惯法得到遵守。其权力兼具司法与行政属性，是制衡王室权威的关键力量。具体职能包括：主持阿拉贡议会（Cortes de Aragón）年度会议并担任发言人；为新君主加冕宣誓；以及对任何官员（包括国王）的违宪行为行使否决权。
1711年，随着西班牙《新基本法令》（Nueva Planta Decrees）推行中央集权并把原来的西班牙诸王国整合为统一的西班牙王国，阿拉贡正义官的职位被废除。1982年，随着《阿拉贡自治区自治条例》颁布，这一古老制度以现代形式重生。如今，其职能转型为自治区监察专员，负责监督地方政府行政合法性及公民权利保障。
正义官制度体现了中世纪阿拉贡封建制中独特的宪政传统——通过法典化权力分割，实现王权与地方自治的动态平衡。这种“法治高于君主”的理念，使其成为欧洲中世纪罕见的制度创新，至今仍是阿拉贡地区身份认同的重要象征。